# Malcolm Cone
Malcolm Cone (conocido como Mac Cone; Memphis, Estados Unidos, 23 de agosto de 1952) es un jinete canadiense que compitió en la modalidad de salto ecuestre.
Participó en dos Juegos Olímpicos de Verano, en los años 1996 y 2008, obteniendo una medalla de plata en Pekín 2008, en la prueba por equipos (junto con Gillian Henselwood, Eric Lamaze y Ian Millar). Ganó una medalla de plata en los Juegos Panamericanos de 2007, también en la prueba por equipos.

## Palmarés internacional
| Juegos Olímpicos     | Juegos Olímpicos        | Juegos Olímpicos | Juegos Olímpicos |
| Año                  | Lugar                   | Medalla          | Categoría        |
| -------------------- | ----------------------- | ---------------- | ---------------- |
| 2008                 | Hong Kong (China)       | Medalla de plata | Por equipos      |
| Juegos Panamericanos |                         |                  |                  |
| Año                  | Lugar                   | Medalla          | Categoría        |
| 2007                 | Río de Janeiro (Brasil) | Medalla de plata | Por equipos      |